# Industrijalizacija
Industrijalizacija je proces privrednog razvitka države. Ona je počela Prvom industrijskom revolucijom 1764. godine u Velikoj Britaniji kada je Džejms Vat napravio parnu mašinu. Države koje su imale najrazvijeniju industriju bile su Velika Britanija, Francuska i Nemačka.

## Literatura
- Hewitt, T., Johnson, H. and Wield, D. (Eds) (1992) industrialisation and Development. Oxford University Press.: Oxford.
- Hobsbawm, Eric (1962), The Age of Revolution. Abacus.
- Kiely, R (1998). industrialisation and Development: A comparative analysis. London: UCL Press.
- Pomeranz, Ken (2001). The Great Divergence: China, Europe and the Making of the Modern World Economy.. (Princeton Economic History of the Western World) by (Princeton University Press; New Ed edition, 2001)
- Kemp, Tom (1993). Historical Patterns of Industrialisation. Longman: London. ISBN 0-582-09547-6.
- Tilly, Richard H.: Industrialization as an Historical Process, European History Online, Mainz: Institute of European History, 2010, retrieved: February 29, 2011.